# Juan Luis Guerra
Juan Luis Guerra (Santo Domingo, 7 juni 1957) is een Dominicaanse zanger, gitarist, componist en impresario. Zijn bijnaam op de middelbare school was el niño de las veladas (vertaald: 'het jongetje van de feestjes').

## Biografie
Guerra heeft geëxperimenteerd met een uitgebreid aantal muziekstijlen en teksten. Grappige, lichtzinnige merengues en salsa's wisselt hij af met romantische bachatas tot aan religieus getinte teksten. Met Burbujas de amor ("Bubbles of Love") scoorde Guerra in de zomer van 1991 in Nederland een top 5 hit in zowel de Nederlandse Top 40 als de Nationale Top 100.
Ook in België werd de plaat een top 5 hit in zowel de voorloper van de Vlaamse Ultratop 50 als de Vlaamse Radio 2 Top 30.
Guerra leidt tegenwoordig een rustig, teruggetrokken leven en brengt veel tijd door in zijn studio.
In 1996 bekeerde Guerra zich tot de pinksterbeweging. Hij wijdt veel tijd aan zijn geloof. Hij meent dat de oplossing van de problemen in de wereld ligt in het begrijpen van "Gods Woord". Zijn cd Para Ti (2004) is een christelijk album.
Met zijn plaat La Llave de mi Corazón won hij in 2007 één reguliere Grammy Award en zes Latin Grammy Awards. Daarmee is Juan Luis Guerra recordhouder van meest ontvangen awards tijdens één Latin Grammy-uitreiking; dit record deelt hij met Juanes.
Op 5 juli 2005 trad Juan Luis -na afwezigheid van ruim tien jaar- voor de tweede keer op in Nederland. Een uitverkocht Ahoy in Rotterdam was de enige Noord-Europese stop in zijn wereldtournee 20 Años. Op 1 september 2008 deed hij opnieuw Nederland aan, in zijn La Travesia Tour speelde hij in wederom een uitverkochte zaal, dit keer de Heineken Music Hall. Op 5 december 2009 bezocht La Travesia Tour Nederland opnieuw; Ahoy was dit keer verre van uitverkocht (het was immers pakjesavond). Op zaterdag 25 juni 2011 maakte hij zijn debuut in België op het Afro-Latino Festival in Bree. Zaterdagavond 12 oktober 2013 was Guerra weer in Ahoy, Rotterdam.

## Discografie

### Albums
| Album met eventuele hitnotering(en) in de Nederlandse Album Top 100 | Datum van verschijnen | Datum van binnenkomst | Hoogste positie | Aantal weken | Opmerkingen              |
| ------------------------------------------------------------------- | --------------------- | --------------------- | --------------- | ------------ | ------------------------ |
| Bachata rosa                                                        | 1991                  | 29 juni 1991          | 1(3wk)          | 21           | met 4.40                 |
| Areito'                                                             | 1992                  | 6 maart 1993          | 47              | 12           | met 4.40                 |
| Fogaraté                                                            | 1994                  | 30 juli 1994          | 16              | 14           | met 4.40                 |
| Grandes éxitos (Greatest hits)                                      | 1995                  | 15 juli 1995          | 16              | 12           | met 4.40 / Verzamelalbum |
| La llave de mi corazón                                              | 2007                  | 5 mei 2007            | 77              | 4            |                          |

### Singles
| Single met eventuele hitnotering(en) in de Nederlandse Top 40 | Datum van verschijnen | Datum van binnenkomst | Hoogste positie | Aantal weken | Opmerkingen                 |
| ------------------------------------------------------------- | --------------------- | --------------------- | --------------- | ------------ | --------------------------- |
| Burbujas de amor                                              | juni 1991             | 29 juni 1991          | 3               | 13           | #3 in de Nationale Top 100  |
| (Como abeja) Al panal                                         | augustus 1991         | 24 augustus 1991      | tip3            | -            | #55 in de Nationale Top 100 |

### Andere nummers
- Soplando (1984 en 1991)
- Mudanza y Acarreo (1985)
- Mientras más lo pienso.. tú (1987)
- Ojalá que llueva café (1989)
- Bachata Rosa (1991) (met succesnummers als Burbujas de amor, Estrellitas y Duendes, Bachata Rosa en La Bilirrubina)
- Areito (1992) (onder meer Cuando te beso)
- Fogaraté (1994) (onder meer La cosquillita, Fogaraté, El beso de la ciguatera)
- Grandes éxitos de Juan Luis Guerra y 4.40 (1995)
- Ni es lo mismo ni es igual (1998) (onder meer Mi PC, El Niagara en Bicicleta)
- Collección Romántica (2001)
- Para ti (2004) (onder meer Las Avispas, Aleluya)
- La llave de mi corazón (2007) (hits: La llave de mi corazón, La travesía, Como yo y que me des tu cariño).
- Todo tiene su hora (2014) (onder meer Cookies & Cream, Tus Besos, Muchachita Linda)
- A Son de Guerra (2010) (onder meer Bachata en Fukuoka, Mi bendición)
- Privé - EP (2020) (onder meer Donde nacen tus besos, Pambiche de novia)
- Entre Mar y Palmeras - EP (2021) (onder meer Rosalía (live), Visa para un Sueño (live))